# Râul Vasilatu
Râul Vasilatu este un curs de apă, afluent al râului Lotru la vest de localitatea Valea lui Stan. Are o lungime de 15 km și o suprafață a bazinului hidrografic de 44 km2.
Acesta își are obârșia în Munții Lotrului și se spune că este frate cu Râul Sadu. Pe Valea râului Vasilatu exploatarea forestieră a fost masivă până în 1994-95 când s-a desființat fabrica de cherestea din orașul Brezoi. Ca urmare aici se găsesc mai multe cabane ale muncitoriilor forestieri la Trandafiru, Bolboaca, Ruinele cabanei și a magazinului de la Valea Largă. Tot la Valea Largă a fost construit un lac artificial pe râu pentru producerea de energie electrică. Încă se mai pot vedea ramășițele construcției care în zilele noastre nu mai funcționează. Până prin 2003 pe Râul Vasilatu existau 3 specii de păstrav (indigen, curcubeu, fântânel), precum și o specie de pește denumită local moaca. Datorită braconajului masiv, numărul lor s-a diminuat semnificativ.

## Hărți
- Harta Munții Lotrului  Arhivat în 6 mai 2008, la Wayback Machine.